# Johnny Appleseed
John Chapman (Leominster, 26 settembre 1774 – Fort Wayne, 18 marzo 1845) è stato un ambientalista statunitense. Noto come Johnny Appleseed (italianizzato in Giovannino Semedimela) a causa della sua abitudine di piantare meli, è stato un pioniere ed un devoto missionario della chiesa neo-cristiana fondata dal teologo svedese Emanuel Swedenborg, che indicava come scopo supremo per l'uomo l'unione mistica con Dio, da raggiungersi attraverso l'amore e la saggezza.

## La missione diAppleseed
Nato a Leominster, nel Massachusetts, divenne famoso quando era ancora in vita ed è considerato uno dei precursori dell'attivismo ambientalista ed ecologista. Dagli inizi del XIX secolo cominciò ad esplorare le regioni selvagge del West statunitense piantando, lungo il cammino, migliaia di semi di mele che si era procurato in Pennsylvania, presso i produttori di sidro. Da allora in poi spese l'intera vita prendendosi cura degli alberi da lui stesso piantati su un territorio vastissimo di centinaia di chilometri quadrati, oggi compreso nei confini degli stati dell'Ohio, dell'Indiana e dell'Illinois. Le mele di quegli alberi non erano come quelle che conosciamo oggi, prodotte per innesto, ma erano piccoli frutti a quei tempi utilizzati soprattutto per la produzione di sidro e di un suo derivato chiamato applejack.
Nessuno sa con certezza per quale ragione Johnny Appleseed abbia piantato decine di migliaia di meli, ma si può senz'altro affermare che, così facendo, preparò la successiva penetrazione dei pionieri in quelle terre ancora vergini, garantendo loro le scorte quasi inesauribili dei suoi vivai e dei suoi frutteti, piantati lungo tutto il Midwest. Si narra che Chapman vivesse una vita sobria e selvaggia, immerso nella natura che amava e rispettava: dormiva spesso in mezzo ai boschi o lungo i torrenti, per vivere si accontentava di poco e spesso scambiava gli alberi ed i frutti del melo con vestiti o altri generi di necessità. La sua data di morte non è nota con certezza, dato che le notizie riguardanti la sua figura ci sono giunte tramite racconti e testimonianze, oltre che per mezzo di alcune cronache dell'Harper's Magazine. Il suo carattere mite, gentile e generoso (viaggiava disarmato e riuscì sempre a stabilire rapporti di amicizia con gli indiani) e la sua sincera spiritualità, uniti ad un aspetto assai eccentrico (sembra che camminasse scalzo e che usasse una vecchia pentola come copricapo), contribuirono a farne una figura leggendaria, celebrata in decine di canzoni popolari, opere letterarie, film, fumetti e cartoni animati.

## Altri usi del nome
- Nella serie TV Smallville, nella prima puntata dell'ottava stagione, Clark si fa chiamare sotto il falso nome di Johnny Appleseed.
- Il poeta statunitense Vachel Lindsay gli dedicò il poema In Praise of Johnny Appleseed (1923).
- La Walt Disney Productions negli anni quaranta realizzò un segmento del film Lo scrigno delle sette perle incentrato sulla sua figura.
- È stato citato nel cartone americano I Simpson (interpretato da Lisa).
- Il suo nome ha dato il titolo ad una canzone del gruppo punk-rock NOFX nel 1992 e di Joe Strummer and the Mescaleros nel 2001.
- È uno dei personaggi del romanzo American Gods dello scrittore Neil Gaiman.
- Il nome John Appleseed appare in alcune immagini e sequenze video che illustrano le funzioni telefoniche dell'iPhone di Apple. Compare inoltre nel sistema operativo MacOS: ingrandendo l'icona del software di editing testi TextEdit, che ha la forma di un foglio scritto, è possibile notare che su quel foglio c'è una lettera firmata da John Appleseed; il testo della lettera parla di ribellione e anticonformismo[1] e fa riferimento ad una celebre campagna pubblicitaria[2].
- Viene anche citato in Pastorale americana di Philip Roth dal personaggio principale Irving Seymour Levov, che lo considera un riferimento per la propria aspirazione esistenziale. È stato spesso definito il "San Francesco americano".
- Il nome Appleseed è stato usato anche da Masamune Shirow come titolo di un suo manga, dove all'interno della storia indica un progetto per salvare la terra dall'estinzione causata dagli uomini; nel film tratto dal manga, Appleseed (2004) diretto da Shinji Aramaki, invece indica nello specifico la conoscenza perduta che permette ai biodroidi di riprodursi in modo da diventare nuova specie dominante (il fine rimane comunque lo stesso).
- John Appleseed viene citato da Carl Sagan nel programma televisivo di divulgazione scientifica Cosmos: A Personal Voyage (episodio 5: Blues for a red planet, minuto 54'43") ipotizzando la colonizzazione di Marte a seguito della distribuzione sul pianeta rosso di semi di piante geneticamente modificate, ad opera di robot od umani paragonati appunto al celebre pioniere americano. Una citazione probabilmente ispirata dalla lettura delle Cronache marziane di Ray Bradbury, pubblicato nel 1950. Nel capitolo "Dicembre 2001: il verde mattino", il personaggio Benjamin Driscoll emula dichiaratamente le gesta di Johnny Appleseed, piantando però ogni possibile tipo di alberi sul pianeta appena colonizzato.
- Johnny Appleseed viene citato da Irvine Welsh nel libro Skagboys (prequel di Trainspotting). Utilizza tale nominativo come pseudonimo del personaggio di Andy nel paragrafo Appunti su un'epidemia V (pag. 324 - 325). Il personaggio è il "piantatore di semi dell'AIDS"; in sostanza Welsh dichiara che tale personaggio fu il primo "untore" di Edimburgo.
- Nel videogioco Wild Arms 5 (2006) il nome Jhonny Appleseed e l'unico ricordo dell'amnesica Avril Vent Fleur.
- Nel noto programma di messaggistica WhatsApp, se si ingrandisce una delle emoticon si può notare il nome John Appleseed scritto.
- L'album Somewhere Under Wonderland dei Counting Crows contiene una canzone dal titolo John Appleseed's Lament (traccia n. 8).
- Johnny Appleseed viene citato da Chuck Palahniuk nel suo libro Ninna Nanna pubblicato nel 2003. Il nome di Johnny Appleseed viene pronunciato dal personaggio chiamato Ostrica, un ambientalista che per spiegare il suo stile di vita si rifà ad Appleseed.